# 黃熙胤
黃熙胤（1608年—1685年），字維敬，號恭庭，福建泉州府晉江縣人，明末清初政治人物。

## 生平
崇禎三年（1630年）庚午科福建鄉試第八十一名舉人，四年（1631年）中式辛未科會試第一百三名，三甲第一百三十五名進士。授南海縣知縣，六年（1633年）任廣東鄉試同考官，抵禦倭寇有功，十一年（1638年）升戶部河南司主事，改禮部儀制司員外郎，升郎中。
崇禎十七年（1644年）清兵入關，仕清。順治元年（1644年）七月授尚寶司少卿，二年（1645年）二月升尚寶司卿，閏六月升兵部右侍郎、兼都察院右僉都御史，招撫福建，三年（1646年）五月奉召回京，五年（1648年）六月任通政使司右參議，十二月升左參議，七年（1650年）五月升太常寺少卿，九年（1652年）六月升太僕寺卿，十年（1653年）正月升刑部右侍郎，四月以年老乞休致仕。

## 家族
曾祖黃繼宗，封中允，贈南京禮部尚書；祖父黃鳳翔，隆慶二年榜眼，南京禮部尚書、太子少保；父黃質中，庠生，封知縣。從弟黃徽胤。子黃志遴。